# Монастырь Пелагия
Монасты́рь Пелаги́я (греч. Μονή Πελαγίας, Монастырь Рождества Богородицы, Ιερά Μονή Γενεθλίου της Θεοτόκου) — действующий женский монастырь Фиванской и Левадийской митрополии Элладской православной церкви.
Расположен в Беотии, на высоте около 540 м, в юго-западной части гор Птоон, у одноимённой им вершины (724 м), в 4 км к востоку от деревни Акрефнион и в 3 км к юго-востоку от деревни Кокинон, восточнее храма Аполлона Птойского, упомянутого Павсанием.
Существуют различные версии происхождения названия монастыря (от одноимённой иконы или любви Богородицы к морю (πέλαγος) и другие).
Основан в XII или, согласно другой версии, в XVI веке. Во времена франкократии монастырь был отремонтирован и обновлён. В османский период он был частью монастыря Сагмата. Современный соборный храм (кафоликон) был построен в 1906 году, и в то же время другие здания монастыря были отремонтированы. По переписи 2011 года в монастыре жили 12 сестёр.